# BET
Black Entertainment Television (BET) транскр.  Блек интертејмент телевижн је амерички кабловски и сателитски канал који је основан од стране Бет нетворкса, дивизије компаније Paramount Global. Канал је најдоминантнији у Афроамеричким домовима, са око 88 милиона гледаности у САД. Главне канцеларије се налазе у Вашингтону, Њујорку, Лос Анђелесу и Чикагу.
Канал емитује купљене и серије из оригиналне продукције, биоскопске филмове и телевизијске филмове. Канал такође емитује и стендап комедију, вести и информативни телевизијски програм, а раније је емитовао и реп, хип хоп и ер ен би музичке спотове.